# شراکت عمومی-خصوصی
شراکت عمومی-خصوصی (به انگلیسی: public–private partnership) (PPP، 3P یا P3) یک توافق همکاری بین دو یا چند بخش دولتی و خصوصی است، و به‌طور معمول ماهیت طولانی مدت دارد.به عبارت دیگر، دولت(ها) و بنگاه ها را درگیر می‌کند که برای تکمیل یک پروژه یا ارائه خدمات به مردم با یکدیگر همکاری کنند.از آنجا که PPPها تعاونی بین دولت و بخش خصوصی هستند، آنها نمونه ای از حاکمیت چند ذینفع هستند. مشارکت‌های دولتی و خصوصی در چندین کشور اجرا شده‌است که در درجه اول برای پروژه‌های زیربنایی از جمله ساختمان و تجهیز مدارس، بیمارستان‌ها، سیستم‌های حمل و نقل و سیستم‌های آب و فاضلاب مورد استفاده قرار گرفته‌است.
PPPها به عنوان ابزارهای تأمین مالی بسیار بحث‌برانگیز بوده‌اند، تا حد زیادی به دلیل نگرانی مبنی بر اینکه بازده عمومی سرمایه‌گذاری کمتر از بازده سرمایه‌دار خصوصی است. PPPها با مفاهیمی مانند خصوصی‌سازی و انعقاد قراردادهای خدمات دولتی ارتباط نزدیکی دارند.فقدان درک مشترک از PPP و رازداری پیرامون جزئیات مالی آنها، باعث می‌شود روند ارزیابی اینکه آیا این PPP موفقیت‌آمیز بوده‌است یا خیر، پیچیده باشد.طرفداران P3 سهم ریسک و توسعه نوآوری را برجسته می‌کنند، در حالی که منتقدین هزینه‌های بالاتر و مسئولیت پذیری آنها را عامل منفی می‌دانند.
در شراکت عمومی-خصوصی، دولت‌ها با همکاری شرکت‌های بخش خصوصی، زیرساخت‌های مورد نیاز، برای ارائهٔ خدمات به عموم جامعه را گسترش می‌دهند. 
مزیت مهم این شیوه از تعامل حفظ منافع دو طرف همکاری، یعنی بخش دولتی و بخش خصوصی است. به‌عنوان مثال درحالی‌که دولت‌ها برای اینکه بتوانند زیرساخت‌ها را متناسب با افزایش جمعیت توسعه دهند، با مشکل محدودیت منابع درآمدی مواجه‌اند، با استفاده از این شیوه می‌توان با واگذاری ساخت و بهره‌برداری از زیرساخت‌ها به بخش خصوصی، این بخش را از سود مناسب بهره‌مند کرد و هم‌زمان، خدمات زیرساختی مورد نیاز دولت را نیز تأمین نمود. همچنین در این روش به دلیل وجود سازوکار مناسب برای همکاری دولت و بخش خصوصی و نبود ساختار کارفرما و پیمانکار، طرفی که به خوبی می‌تواند مدیریت ریسک کند، ریسک طرح را می‌پذیرد و به این ترتیب، با افزایش کارایی، هزینه‌ها کاهش یابد.

## تعریف
در مورد چگونگی تعریف یک PPP هیچ اجماعی وجود ندارد. این بخش می‌تواند صدها نوع مختلف از قراردادهای بلند مدت را با طیف گسترده‌ای از تخصیص ریسک، ترتیبات تأمین بودجه و الزامات شفافیت پوشش دهد. پیشرفت PPPها، به عنوان یک مفهوم و یک عمل، محصول مدیریت عمومی جدید اواخر قرن بیستم و فشارهای جهانی سازی است.
به عنوان مثال، OECD به‌طور رسمی مشارکت‌های عمومی و خصوصی را به عنوان «ترتیبات قراردادی بلند مدت بین دولت و یک شریک خصوصی تعریف می‌کند که به موجب آن دولت خدمات عمومی را با استفاده از یک دارایی سرمایه ارائه می‌دهد و منابع مالی آن را به اشتراک می‌گذارد.»
طبق گفته‌های Weimer and Vining، در این روش قرارداد معمولاً در ازای دریافت وعده داده شده از پرداخت مستقیم از طرف دولت یا به‌طور غیر مستقیم از کاربران در طول مدت زمان پیش‌بینی شده پروژه یا دوره زمانی مشخص دیگر به یک شرکت خصوصی جهت ساخت یا مدیریت یک پروژه تأمین مالی می‌شود.

## خصوصی‌سازی
یک بحث معنایی وجود دارد که مربوط به این باشد که P3ها خصوصی‌سازی را تشکیل می‌دهند یا خیر. برخی معتقدند که این «خصوصی‌سازی» نیست زیرا دولت مالکیت تسهیلات را حفظ می‌کند یا مسئولیت ارائه خدمات عمومی را بر عهده دارد. برخی دیگر استدلال می‌کنند که آنها در یک بخش خصوصی‌سازی وجود دارند. P3ها یک نوع محدودتر از خصوصی‌سازی است به نسبت به فروش آشکار دارایی‌های عمومی، اما گسترده‌تر از آن است که فقط با خدمات دولتی منعقد شوند.
حامیان P3 معمولاً این موضع را اتخاذ می‌کنند که P3ها خصوصی‌سازی را تشکیل نمی‌دهند، در حالی که مخالفان P3 استدلال می‌کنند که اینگونه هستند. اتحادیه کارمندان عمومی کانادا P3ها را «خصوصی‌سازی توسط مخفیکاری» توصیف می‌کند.

## ریشه تاریخی
دولت‌ها در طول تاریخ از چنین ترکیبی از تلاش‌های عمومی و خصوصی استفاده کرده‌اند. محمد علی مصری در اوایل دهه ۱۸۰۰ از «امتیازات» برای به دست آوردن کارهای عمومی با حداقل هزینه استفاده می‌کرد، در حالی که شرکت‌های امتیاز دهنده بیشترین سود را از پروژه‌هایی مانند راه‌آهن و سدها کسب می‌کردند.بخش عمده ای از زیر ساخت‌های اولیه ایالات متحده توسط آنچه که می‌تواند مشارکت‌های دولتی و خصوصی در نظر گرفته شود ساخته شده‌است. این شامل جاده Philadelphia و Lancaster Turnpike در پنسیلوانیا است که در سال ۱۷۹۲ آغاز شد، یک خط بخار زودگذر بین نیویورک و نیوجرسی در سال ۱۸۰۸.

## مشارکت عمومی-خصوصی در ایران
مدل مشارکت عمومی-خصوصی در ایران سابقه قدیمی دارد. آغاز فعالیت این مدل را به‌طور جدی می‌توان از تصویب جزء ۱ بند د تبصره ۱۹ قانون بودجه ۱۳۹۶ دانست که در آن سازمان برنامه و بودجه کشور مکلف شد، زیر ساختی را ایجاد نماید تا بستری عملی برای بهبود مدیریت طرحها و تغییر از الگوهای سنتی به روشهای نوین مانند همین مدل «مشارکت عمومی - خصوصی» فراهم آید. مشارکت عمومی-خصوصی را می‌توان مدلی برای تأمین مالی پروژه‌های زیرساختی، زیر بنایی و طرحهای تملک دارایی‌های سرمایه‌ای دانست. توجه ویژه به قراردادهای مشارکت عمومی – خصوصی و هموار نمودن فرایند واگذاری از اقدامات اساسی و اولیه‌ای است که باید بدان پرداخت. تجربه جهانی حاکی از آن است که کشورهای پیشرفته و در حال توسعه جهت مدیریت، آموزش و جذب سرمایه‌گذار از طریق وب سایت ویژه ای تحت عنوان مشارکت عمومی - خصوصی توانسته‌اند اهداف خود را اجرایی نمایند. از دستگاه‌های اجرایی در سطح کلان نظام جمهوری اسلامی ایران، که برای نخستین بار گامی اجرایی در تبیین این مدل برای انجام پروژه‌های ملی برداشت؛ وزارت جهاد کشاورزی بود.